# Black Comedy (Fernsehserie)
Black Comedy ist eine australische Sketch-Comedy-Serie, die von dem TV-Sender ABC finanziert ist und erstmals 2014 ausgestrahlt wurde.
Inhalt der Serie sind sowohl Parodien von Fernsehserien, Filmen, Werbung, als auch Komödiantisches von australischer Kultur und Historie, insbesondere der von Aborigines. Die zweite Staffel von Black Comedy erschien 2016.

## Gastrollen
- Deborah Mailman
- Leah Purcell

## Nebenrollen
- Craig Anderson
- Jimi Bani
- Wayne Blair
- Luke Carroll
- Jack Charles
- Brendan Cowell
- Matt Day
- Maggie Dence
- Lasarus Ratuere
- Michael Dorman
- Guy Edmonds
- Costa Georgiadis
- Chris Haywood
- Anita Hegh
- Lisa Hensley
- Sacha Horler
- Robbie Magasiva
- Jeff McMullen
- Rupert Reid
- Brooke Satchwell
- Shari Sebbens
- Bruce Spence
- Miranda Tapsell
- Michael Veitch
- Felix Williamson
- Meyne Wyatt